# Get Up (canción de Shinedown)
«Get Up» es una canción de la banda de rock estadounidense Shinedown. Fue lanzado el 8 de agosto de 2018 como el segundo sencillo del sexto álbum de estudio Attention Attention (2018). En noviembre de 2018, la canción le dio a Shinedown su undécima canción en llegar a la lista de las diez más populares en la lista Billboard Rock Airplay y rompió el récord anterior de Foo Fighters con diez canciones. El siguiente mes, la canción alcanzó el número 1 en la lista Billboard Mainstream Rock, su duodécimo sencillo en hacerlo.
El pico número uno de la canción le dio a Shinedown su 13° número uno de Mainstream Rock y los empató en el segundo lugar con Van Halen por la mayor cantidad de números uno en la lista. También fue el primer sencillo de la banda en figurar en la lista Adult Top 40 desde "If You Only Knew" de 2010.

## Lanzamiento
Al año siguiente, en febrero de 2019, se subió un video musical que mostraba imágenes en vivo de la banda interpretando "Get Up". Las imágenes incluidas en la versión en vivo se grabaron durante la gira Attention Attention de 2018 de Shinedown. El 3 de mayo de 2019 salió una interpretación para piano de "Get Up" con un video musical que la acompaña más tarde ese mes, el 15 de mayo. El 31 de mayo de 2019 se lanzó el EP "Get Up", que presenta las versiones regular y de piano, así como así como una nueva versión acústica de la canción.

## Temas
El cantante Brent Smith escribió la canción mientras ayudaba a su amigo y compañero de banda Eric Bass a sobrellevar la depresión. La canción también refleja las propias luchas de Smith. Smith explica la premisa y el propósito de la canción: "No queremos que la gente se sienta avergonzada por lo que está pasando... No vas a ser definido por tus fracasos", dijo Smith. "Vas a ser definido por el hecho de que no te rendiste".

## Posicionamiento en lista
| Lista (2018–19)                            | Mejor posición |
| ------------------------------------------ | -------------- |
| Estados Unidos Mainstream Rock (Billboard) | 1              |
| Estados Unidos (Adult Top 40)              | 30             |